# Hizaki
Hizaki (緋咲 vagy ヒザキ; 1979. február 17.–) japán visual kei zenész, gitáros, dalszerző és producer, a Versailles és a Jupiter együttesek gitárosa. Jól ismert cross-dressing színpadi énjéről is. Születési nevét nem lehet biztosan tudni.

## Élete és pályafutása
A Garnet Grave nevű kiotói hard rock együttes gitárosaként kezdte pályafutását 1997-ben. 1999-ben a Crack Brain tagja lett, mely egyetlen lemezt adott ki Reset címmel, és 2002-ben végül feloszlott. Hizaki ezután a Schwardix Marvally gitárosa lett.
2004-ben a gitáros szólólemezt jelentetett meg Maiden Ritual címmel. 2005-ben a Sulfuric Acidhez csatlakozott, mely egy évvel később feloszlott. Hizaki ezt követően a Lareine beugró gitárosa lett egy koncert erejéig.
2006-ban létrehozta a Hizaki Grace Projectet, mellyel kiadta a Dignity of Crest című albumát. 2007 decemberében Curse of Virgo címmel jelent meg második lemeze ezzel a projekttel.
2007 márciusában bejelentették az új együttes, a Versailles létrejöttét.
2013-ban a Versailles tagjai új énekessel, Zinnel megalapították a Jupiter együttest.
2015-ben Hizaki újra szólókarrierjére kezdett koncentrálni, európai és dél-amerikai turnéra indult. Rosario címmel 2016-ban szólóalbuma jelent meg.

## Diszkográfia
Szólóelőadóként
- Maiden Ritual (2004)
- Dance with grace (2005)
- Maiden Ritual -Experiment Edition- (2005)
- Grace Special Package I (2005)
- Rosario (2016)
- Back to Nature (2019)

Hizaki Grace Project
- Dignity of Crest (2007)
- Ruined Kingdom (2007)
- Curse of Virgo (2007)